# Fietssnelweg F214
De fietssnelweg F214 Koningslo (Vilvoorde) - Brucargo is een korte fietssnelweg in de Brusselse Rand die de fietssnelweg FR0 (Grote Fietsring Brussel) in Koningslo via Vilvoorde met de vrachtzone Brucargo zal verbinden.

## Traject

### Vliegende Fietsbrug
Deze fietsbrug in Vilvoorde-Koningslo wordt in 2021-2022 gebouwd bij de heraanleg van het op- en afrittencomplex van de Grote Brusselse Ring met de N209 de Tyraslaan - Indringingslaan - Medialaan.
Eigenlijk zijn het drie opeenvolgende bruggen van 10 meter breed over de verschillende op- en afritten, waarvan 3 meter zal dienen als ecopassage.
De brug wordt zo genoemd omdat de fietsbrug op niveau 1 over de op- en afritten gaat, maar nog onder onder het hogere viaduct van Vilvoorde door "vliegt".
De F214 start aan deze fietsbrug als verlengde van fietssnelweg FR0, terwijl de FR0 zelf hier op termijn in een rechte hoek zal afslaan, om verder parallel met de R0 te lopen.
In mei 2022 zijn er tijdelijke brugdekken over de op- en afrit geplaatst waarna de fietsbrug vanaf eind juni bruikbaar is. De levering van de permanente brugdekken heeft vertraging, en volgt in september 2022.